# 綱島東
綱島東（つなしまひがし）は、神奈川県横浜市港北区の町名。綱島地区のひとつである。現行行政地名は綱島東一丁目から綱島東六丁目。住居表示実施済区域。

## 地理
港北区の東部に位置し、川を挟んで南に樽町、西に綱島西と綱島台、北に箕輪町と日吉、川を挟んで南東に鶴見区駒岡と接している。

### 河川
- 鶴見川

### 面積
面積は以下の通りである。
| 丁目         | 面積（km²） |
| ------------ | ----------- |
| 綱島東一丁目 | 0.204       |
| 綱島東二丁目 | 0.179       |
| 綱島東三丁目 | 0.155       |
| 綱島東四丁目 | 0.183       |
| 綱島東五丁目 | 0.231       |
| 綱島東六丁目 | 0.252       |
| 計           | 1.204       |

### 地価
住宅地の地価は、2025年（令和7年）1月1日の公示地価によると、綱島東一丁目16-18の地点で45万2000円/m²、綱島東四丁目6-8の地点で49万3000円/m²、綱島東五丁目17-10の地点で29万2000円/m²となっている。

## 歴史

### 沿革
- 1973年（昭和48年）6月11日 - 住居表示の実施に伴い、北綱島町、南綱島町、樽町、綱島町の各一部を分離し、綱島東一丁目から綱島東六丁目を新設[9]。
- 1994年（平成6年）11月6日 - 行政区の再編成に伴い、港北区を再配置。横浜市港北区綱島東一丁目〜六丁目となる[10]。

### 町名の変遷
| 実施後       | 実施年月日                | 実施前（各町名ともその一部）               |
| ------------ | ------------------------- | ------------------------------------------ |
| 綱島東一丁目 | 1973年（昭和48年）6月11日 | 北綱島町、南綱島町、樽町（各一部）         |
| 綱島東二丁目 | 1973年（昭和48年）6月11日 | 北綱島町、綱島町、南綱島町（各一部）       |
| 綱島東三丁目 | 1973年（昭和48年）6月11日 | 北綱島町、綱島町、南綱島町（各一部）       |
| 綱島東四丁目 | 1973年（昭和48年）6月11日 | 北綱島町、綱島町、南綱島町（各一部）       |
| 綱島東五丁目 | 1973年（昭和48年）6月11日 | 北綱島町、綱島町、南綱島町（各一部）       |
| 綱島東六丁目 | 1973年（昭和48年）6月11日 | 北綱島町、綱島町、南綱島町、樽町（各一部） |

## 世帯数と人口
2025年（令和7年）6月30日現在（横浜市発表）の世帯数と人口は以下の通りである。
| 丁目         | 世帯数    | 人口     |
| ------------ | --------- | -------- |
| 綱島東一丁目 | 1,976世帯 | 3,353人  |
| 綱島東二丁目 | 1,064世帯 | 1,820人  |
| 綱島東三丁目 | 1,755世帯 | 3,500人  |
| 綱島東四丁目 | 2,080世帯 | 4,542人  |
| 綱島東五丁目 | 1,896世帯 | 4,043人  |
| 綱島東六丁目 | 605世帯   | 1,262人  |
| 計           | 9,376世帯 | 18,520人 |

### 人口の変遷
国勢調査による人口の推移。
| 年                 | 人口   |
| ------------------ | ------ |
| 1995年（平成7年）  | 11,539 |
| 2000年（平成12年） | 12,363 |
| 2005年（平成17年） | 12,965 |
| 2010年（平成22年） | 14,365 |
| 2015年（平成27年） | 15,576 |
| 2020年（令和2年）  | 18,354 |

### 世帯数の変遷
国勢調査による世帯数の推移。
| 年                 | 世帯数 |
| ------------------ | ------ |
| 1995年（平成7年）  | 5,247  |
| 2000年（平成12年） | 5,824  |
| 2005年（平成17年） | 6,287  |
| 2010年（平成22年） | 7,061  |
| 2015年（平成27年） | 7,686  |
| 2020年（令和2年）  | 8,808  |

## 学区
市立小・中学校に通う場合、学区は以下の通りとなる（2024年11月時点）。
| 丁目         | 番・番地等                                    | 小学校               | 中学校               |
| ------------ | --------------------------------------------- | -------------------- | -------------------- |
| 綱島東一丁目 | 1番〜8番11号 8番36号〜9番15号 9番17号〜最終号 | 横浜市立綱島小学校   | 横浜市立樽町中学校   |
| 綱島東一丁目 | 8番20〜29号まで 9番16号 10〜22番              | 横浜市立綱島東小学校 | 横浜市立樽町中学校   |
| 綱島東二丁目 | 7〜19番                                       | 横浜市立綱島東小学校 | 横浜市立樽町中学校   |
| 綱島東二丁目 | 1〜6番                                        | 横浜市立綱島小学校   | 横浜市立樽町中学校   |
| 綱島東三丁目 | 全域                                          | 横浜市立綱島東小学校 | 横浜市立樽町中学校   |
| 綱島東四丁目 | 1番、2番                                      | 横浜市立日吉南小学校 | 横浜市立日吉台中学校 |
| 綱島東四丁目 | 3〜12番                                       | 横浜市立箕輪小学校   | 横浜市立日吉台中学校 |
| 綱島東五丁目 | 全域                                          | 横浜市立綱島東小学校 | 横浜市立樽町中学校   |
| 綱島東六丁目 | 全域                                          | 横浜市立綱島東小学校 | 横浜市立樽町中学校   |

## 事業所
2021年（令和3年）現在の経済センサス調査による事業所数と従業員数は以下の通りである。
| 丁目         | 事業所数  | 従業員数 |
| ------------ | --------- | -------- |
| 綱島東一丁目 | 103事業所 | 942人    |
| 綱島東二丁目 | 88事業所  | 745人    |
| 綱島東三丁目 | 52事業所  | 391人    |
| 綱島東四丁目 | 107事業所 | 1,286人  |
| 綱島東五丁目 | 99事業所  | 1,077人  |
| 綱島東六丁目 | 79事業所  | 1,176人  |
| 計           | 528事業所 | 5,617人  |

### 事業者数の変遷
経済センサスによる事業所数の推移。
| 年                 | 事業者数 |
| ------------------ | -------- |
| 2016年（平成28年） | 501      |
| 2021年（令和3年）  | 528      |

### 従業員数の変遷
経済センサスによる従業員数の推移。
| 年                 | 従業員数 |
| ------------------ | -------- |
| 2016年（平成28年） | 5,332    |
| 2021年（令和3年）  | 5,617    |

## 交通

### 鉄道
- 東急電鉄 東急新横浜線
  - 新綱島駅

## 施設
- 横浜市立綱島東小学校
- アピタテラス横浜綱島
  - アピタテラス横浜綱島郵便局[20]
- 諏訪神社
- 綱島変電所
- 新綱島スクエア

## その他

### 日本郵便
- 郵便番号 : 223-0052[3]（集配局：綱島郵便局[21]）

### 警察
町内の警察の管轄区域は以下の通りである。
| 丁目         | 番・番地等 | 警察署     | 交番・駐在所 |
| ------------ | ---------- | ---------- | ------------ |
| 綱島東一丁目 | 全域       | 港北警察署 | 綱島駅前交番 |
| 綱島東二丁目 | 全域       | 港北警察署 | 綱島駅前交番 |
| 綱島東三丁目 | 全域       | 港北警察署 | 綱島駅前交番 |
| 綱島東四丁目 | 全域       | 港北警察署 | 日吉本町交番 |
| 綱島東五丁目 | 全域       | 港北警察署 | 綱島駅前交番 |
| 綱島東六丁目 | 全域       | 港北警察署 | 綱島駅前交番 |